# Takeo Wakabayashi
Takeo Wakabayashi, född 29 augusti 1907, död 7 augusti 1937, var en japansk fotbollsspelare.